# ショウジョウコウカンチョウ

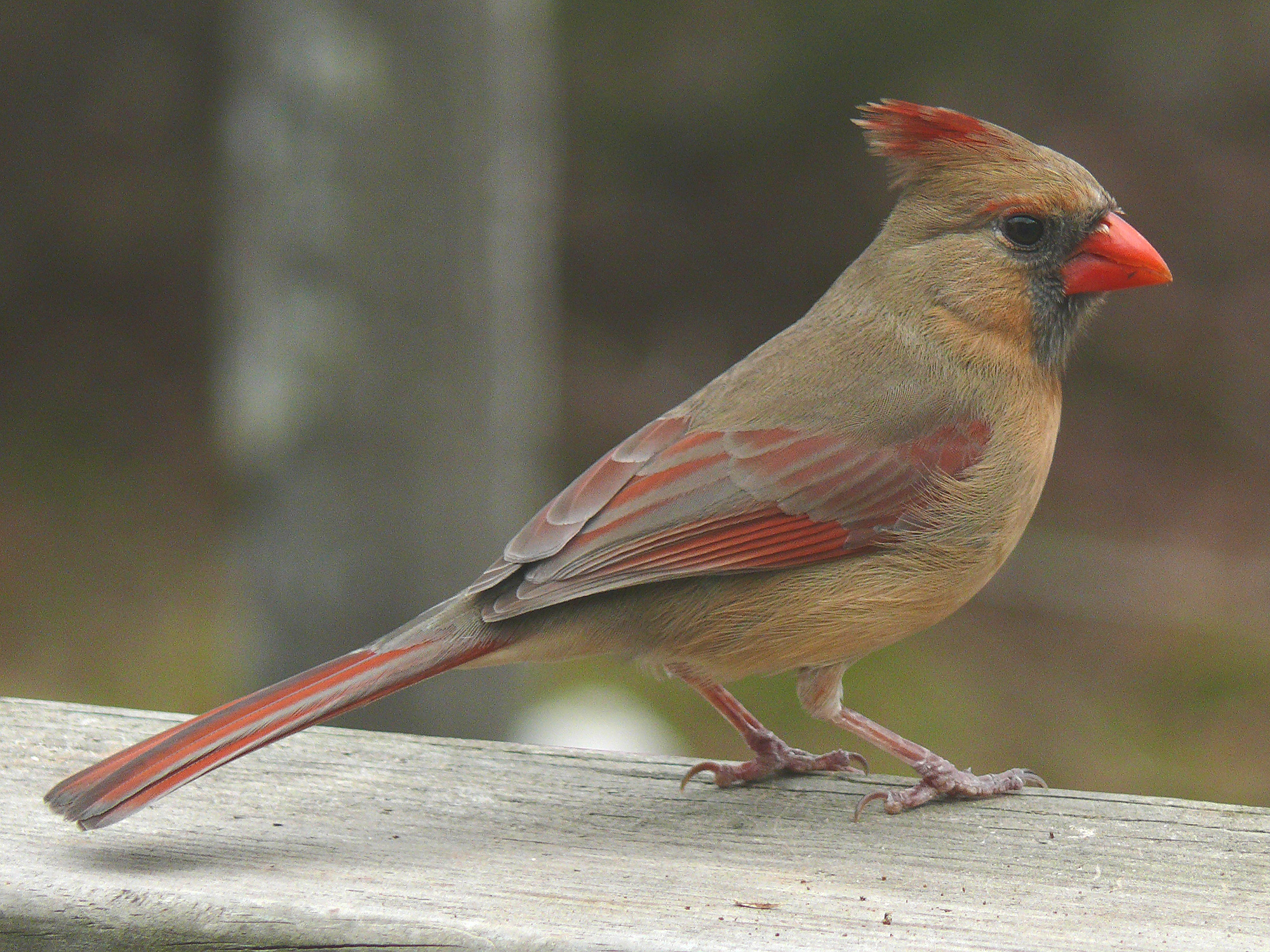
メス

ショウジョウコウカンチョウ（猩々紅冠鳥、学名：Cardinalis cardinalis）は、スズメ目ショウジョウコウカンチョウ科に分類される鳥類の一種。

## 形態
全長約21cm。体重約50g。オスは光沢のある赤色、メスは体が褐色で、冠羽と翼、尾羽は赤みがかっている。オスは成熟すると共に赤みが増していく。

## 分布
アメリカ合衆国の疎林、低木地など。

## 人とのかかわり
この鳥の学名および英名のカーディナルは、カトリック用語の枢機卿（すうききょう：Cardinalis）に由来している。
枢機卿は真紅の衣をまとうことから、ヨーロッパ諸語では「カーディナル（枢機卿）」は「赤」の代名詞となっているところからの所以である。
メジャーリーグのセントルイス・カージナルスのカーディナルスは、本拠地のセントルイスがあるミズーリ州の州の鳥がショウジョウコウカンチョウであることにちなんで名付けられた。
NFLのアリゾナ・カージナルスのチーム名にもこのショウジョウカンコウチョウの名が付けられているが、これはチーム創設時に入手できた生地の色がカーディナルレッドだったためであり、鳥そのものをモチーフとして名付けられたわけではない。しかし、チームロゴやヘルメットにはショウジョウコウカンチョウがデザインされている。
アメリカ合衆国では冬期には、都市公園などでも見られる。米国民に最も愛されている野鳥のひとつ。ハワイでは移入されたものが増加している。
アメリカ合衆国の北部などで見られている。